# 称量货币
称量货币，又称重量货币、金属称量货币，是金属成为货币后，铸造为一定形式前的一种形态，流通时须通过成色鉴定和称衡重量来确定价额。与之相对的，计数使用的货币被称为“数量货币”。

## 概述
两河流域泥板中用楔形文字记录了当地先民使用称量货币的情况。西亚诸王朝的法典上、当地百姓的私法文书上都有称量货币的使用记录。中国古代、古印度、古埃及也都有漫长的称量货币时代。文献记载、称量砝码文物等均可证明称量货币时代的存在:1。
相比数量货币，称量货币依靠货币材料的价值发挥货币职能。在交易使用时需要进行称重的称量货币属于初级形态，事先称量、估值定价的称量货币则属于发展成熟的形态:10-11。

## 西亚称量货币
公元前2113年，乌尔那木建立乌尔第三王朝。该王朝颁布了《烏爾納姆法典》，在法典的出土泥板中已整理出27条法律条文，其中16处提及白银称量货币，8处以“舍客勒”为单位，6处以“弥那”为单位，还有两处未使用单位。乌尔纳姆之子舒尔吉在位期间，规范了白银称量货币所用的单位，60舍客勒等于1弥那，每舍客勒折合今8.33克，每弥那合今500克:8-9。

## 中国称量货币
青铜是先秦时期广泛使用的一种铜合金，是当时兵器、礼器及生产生活用具等的常用金属。青铜器及其碎片不仅能够回炉熔铸新的铜器，而且也常被用作货币。1959年在湖南省宁乡县黄材寨子山出土的一件商代兽面纹瓿在出土时内有224件铜斧，这些铜斧规格形状相同，而且没有使用痕迹，应当是作为货币来使用的。除了青铜器残片，还有专门制作的圆饼状铸块被用作货币，青铜饼在使用中又多砸成大小不一碎块，所以出土的青铜称量货币，主要有青铜饼、青铜块和青铜器残片等三大类。此外，商周时期的铜贝也是称量货币。
中国明清时期的碎银子也是称量货币，以“两”和“钱”为称量单位:1，使用时需要根据平色及重量来确定价值。